# Nasser Zarafshan

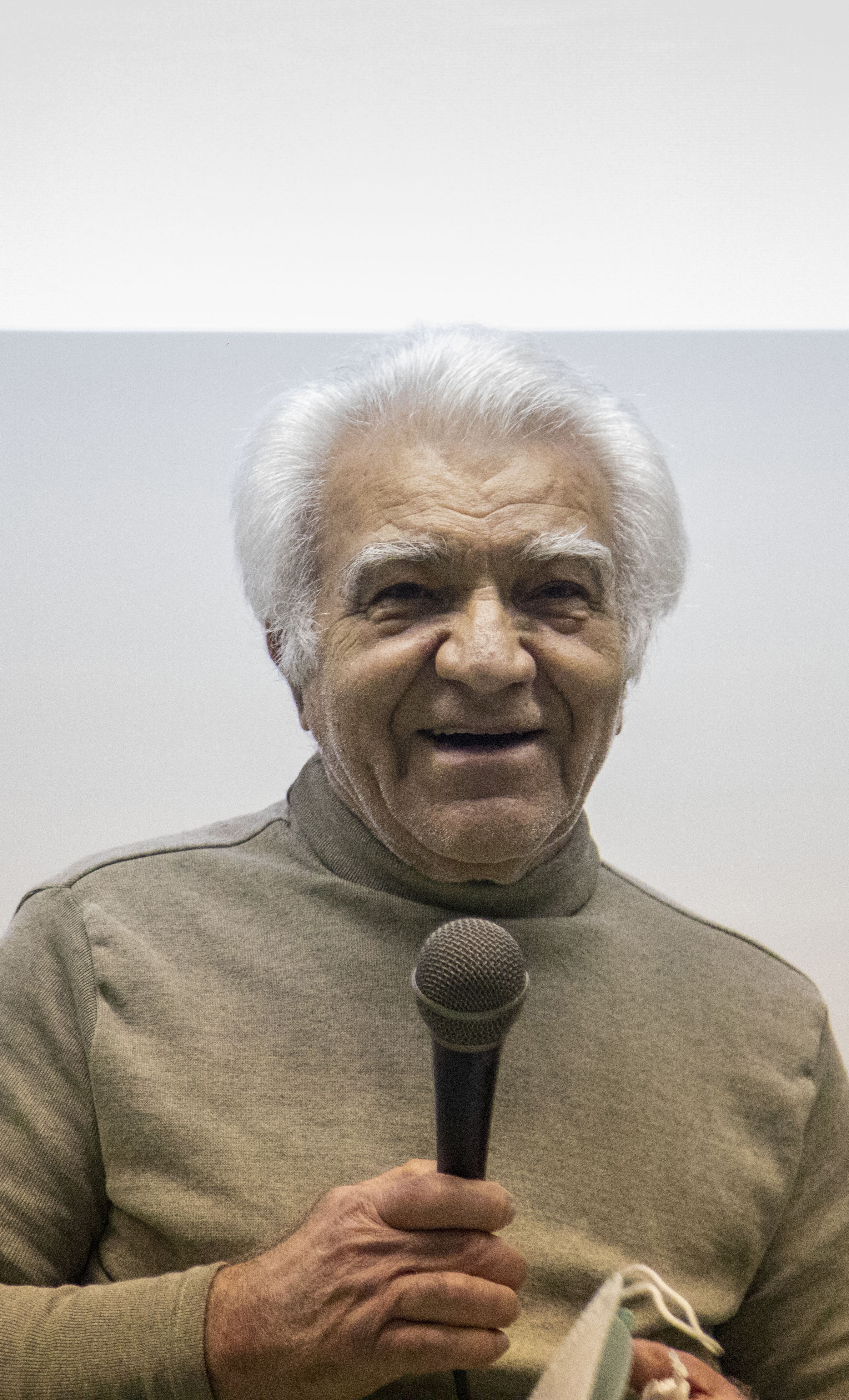
Nasser Zarafshan

Nasser Zarafshan (persisch ناصر زرافشان; * 1946) ist ein iranischer Schriftsteller, Übersetzer und Rechtsanwalt.

## Leben
Er wurde international als Rechtsbeistand von Angehörigen oppositioneller Schriftsteller bekannt, die 1998 Opfer der sogenannten Kettenmorde im Iran geworden waren. Im Jahr 2000 wurde er festgenommen, nachdem er den iranischen Geheimdienst der Tat bezichtigt hatte. Ihm wurde vorgeworfen, vertrauliche Informationen über die Morde veröffentlicht zu haben. Bei einer anschließenden Durchsuchung wurden in seinem Büro Waffen und Alkohol gefunden, die ihm allerdings nach seiner Darstellung von den Ermittlungsbehörden untergeschoben worden seien.
Am 19. März 2002 wurde er, obwohl Zivilist, von einem Militärgericht unter Ausschluss der Öffentlichkeit zu einer Freiheitsstrafe von fünf Jahren verurteilt, davon zwei Jahre wegen des Verrats von Staatsgeheimnissen und drei Jahre wegen Waffenbesitzes. Außerdem wurden 50 Peitschenhiebe wegen des Besitzes von Alkohol gegen ihn angeordnet.
Als Protest dagegen, dass ihm in der Haft die medizinische Behandlung einer akuten Lebererkrankung verweigert wurde, trat er am 7. Juni 2005 in den Hungerstreik. Nachdem sich sein Gesundheitszustand weiter verschlechtert hatte, erhielt er im Juli 2005 eine Leberoperation. Am 16. März 2007 wurde er nach Verbüßung der Strafe aus der Haft entlassen.
2004 wurde ihm vom amerikanischen P.E.N. der PEN/Barbara Goldsmith Freedom to Write Award verliehen, 2006 der Tucholsky-Preis des schwedischen P.E.N. 2007 erhielt er den Menschenrechtspreis des Deutschen Richterbundes.